# 水北镇 (新余市)
水北镇原名渝北镇，是中国江西省新余市渝水区的下辖一个镇。

## 行政区划
水北镇辖水北居委会、水北村、南陂村、慕江村、排江村、北港村、潭江村、石上村、金星村、楼山村、伍塘村、上村村、琴山村、昌下村、新桥村、陈家村、钱圩村、楼前村、泉塘村、黄坑村、龙骨村23个行政村，172个村民小组。

## 简介
水北镇素有“茶叶之乡”、“米粉之乡”的美誉。
从1986年至1989年，江西省文物考古研究所、厦门大学人类学系及新余市博物馆联合组成考古发掘队，先后在水北镇境内的拾年山三次进行发掘考古工作，发掘面积超过1225平方米，掘坑49个，出土和清理墓葬136座，整个遗址属台地型遗址。出土文物大都是农业、手工业、渔猎工具和礼器，有石器、陶器、青铜器、玉器等。拾年山遗址的发掘，把新余市的历史提前了五千年，对研究江西史前文化和先秦南方古代文化、沟通赣鄱地区与江淮地区以及广东石峡文化的联系，提供了重要的新的实物资料。